# Singapore op de Olympische Zomerspelen 1984
Singapore nam deel aan de Olympische Zomerspelen 1984 in Los Angeles, Verenigde Staten. Opnieuw won de stadstaat geen medailles.

## Deelnemers en resultaten

### Zeilen
| Olympiër   | Discipline | Resultaat | Prestatie                            |
| ---------- | ---------- | --------- | ------------------------------------ |
| Kelly Chan | windglider | 26e       | 178,0 punten: (24-24-21-31-24-31-18) |

### Zwemmen
| Olympiër                                          | Discipline            | Resultaat | Prestatie                                          |
| ------------------------------------------------- | --------------------- | --------- | -------------------------------------------------- |
| Oon Jin Gee                                       | 100m vrije slag (m)   | 42e       | serie 1: 5de in 54,17                              |
| Ang Peng Siong                                    | 100m vrije slag (m)   | 9e        | serie 3: 2de in 51,66 finale B: 1ste in 51,09 (NR) |
| David Lim                                         | 100m rugslag (m)      | 29e       | serie 3: 5de in 1.00,65                            |
| Oon Jin Teik                                      | 100m schoolslag (m)   | 42e       | serie 6: 6de in 1.09,23                            |
| Ang Peng Siong                                    | 100m vlinderslag (m)  | 28e       | serie 4: 4de in 56,61 (NR)                         |
| Oon Jin Gee David Lim Ang Peng Siong Oon Jin Teik | 4x100m vrije slag (m) | 17e       | serie 3: 6de in 3.34,67                            |
| Oon Jin Gee David Lim Ang Peng Siong Oon Jin Teik | 4x100m wisselslag (m) | 16e       | serie 2: 5de in 4.00,07                            |

Algerije · Amerikaanse Maagdeneilanden · Andorra · Antigua en Barbuda · Argentinië · Australië · Bahama’s · Bahrein · Bangladesh · Barbados · België · Belize · Benin · Bermuda · Bhutan · Birma · Bolivia · Bondsrepubliek Duitsland · Botswana · Brazilië · Britse Maagdeneilanden · Canada · Centraal-Afrikaanse Republiek · Chili · China · Chinees Taipei · Colombia · Congo-Brazzaville · Costa Rica · Cyprus · Denemarken · Djibouti · Dominicaanse Republiek · Ecuador · Egypte · El Salvador · Equatoriaal-Guinea · Fiji · Filipijnen · Finland · Frankrijk · Gabon · Gambia · Ghana · Grenada · Griekenland · Groot-Brittannië · Guatemala · Guinee · Guyana · Haïti · Honduras · Hongkong · Ierland · IJsland · India · Indonesië · Irak · Israël · Italië · Ivoorkust · Jamaica · Japan · Joegoslavië · Jordanië · Kaaimaneilanden · Kameroen · Kenia · Koeweit · Lesotho · Libanon · Liberia · Liechtenstein · Luxemburg · Madagaskar · Malawi · Maleisië · Mali · Malta · Marokko · Mauritanië · Mauritius · Mexico · Monaco · Mozambique · Nederland · Nederlandse Antillen · Nepal · Nicaragua · Nieuw-Zeeland · Niger · Nigeria · Noord-Jemen · Noorwegen · Oeganda · Oman · Oostenrijk · Pakistan · Panama · Papoea-Nieuw-Guinea · Paraguay · Peru · Portugal · Puerto Rico · Qatar · Roemenië · Rwanda · Salomonseilanden · Samoa · San Marino · Saoedi-Arabië · Senegal · Seychellen · Sierra Leone · Singapore · Soedan · Somalië · Spanje · Sri Lanka · Suriname · Swaziland · Syrië · Tanzania · Thailand · Togo · Tonga · Trinidad en Tobago · Tsjaad · Tunesië · Turkije · Uruguay · Venezuela · Verenigde Arabische Emiraten · Verenigde Staten · Zaïre · Zambia · Zimbabwe · Zuid-Korea · Zweden · Zwitserland